# .gs
.gs je internetová národní doména nejvyššího řádu pro Jižní Georgii a Jižní Sandwichovy ostrovy.